# Schußbach (Schwärzenbach)
Der Schußbach bildet nach seinem Zusammenfluss von links mit dem Reithgraben den Schwärzenbach, einen linken Zufluss zur Mangfall bei Ostin in Oberbayern.
Der Schußbach entsteht in einer Sumpfwiese am Sattel zwischen Oeder Kogel und Ostiner Berg, fließt zunächst entlang der Nordhänge ins Tal bei Schuß und macht dort einen Knick nach Westen. Ab seinem Zusammenfluss mit dem Reithgraben wird das Gewässer Schwärzenbach genannt.